# Mon cœur résiste encore
Singles de Kate Ryan
Désenchantée
(2002) Libertine
(2002)
Clip vidéo
[vidéo] « Mon cœur résiste encore », sur YouTube
Mon cœur résiste encore est une chanson de la chanteuse belge Kate Ryan, parue sur son premier album Different. Elle est sortie en single le 13 juillet 2002. Elle est écrite par Kate Ryan, Thierry Bidjeck et Andy Janssens. C'est la version francophone avec une production différente de son premier single Scream for More qui était sorti l'année précédente. Elle figure dans la compilation French Connection de 2009 dans une nouvelle version.

## Liste de titres
| 1. | Mon cœur résiste encore (Radio Edit)       | 3:47 |
| 2. | Mon cœur résiste encore (Extended Version) | 7:50 |

## Accueil commercial
En Belgique, le single entre à la 43e place de l'Ultratop 50 flamand le 31 août 2002, allant à la 11e et le top 10 dans les deux semaines suivantes, et entre à sa position de pointe lors de la troisième semaine dans le classement. Après plusieurs semaines classés entre les 11e et 19e places, il a chuté rapidement et est tombé hors du classement après 14 semaines, ce qui était moyen par rapport aux autres singles de l'album Different. Mon cœur résiste encore a été certifié or par la BEA.
En Espagne, le single a eu le plus de succès, où il est entré directement à la 2e place et reste plusieurs semaines dans le top 10. Dans ce pays, il est le deuxième single le plus réussi de Kate Ryan, après sa reprise d'Ella, elle l'a.

## Crédits
Crédits adaptés depuis Tidal.
- Kate Ryan – voix, compositeur
- Thierry Bidjeck – compositeur
- Andy Janssens – compositeur
- Peter Bulkens – ingénieur du son, mixage
- Paul Van der Jonckheyd – mastérisation
- Phil Wilde – production
- AJ Duncan – production

## Classements et certifications
| Classement (2002–03)                    | Meilleure position |
| --------------------------------------- | ------------------ |
| Allemagne (GfK Entertainment)           | 27                 |
| Belgique (Flandre Ultratop 50 Singles)  | 7                  |
| Belgique (Wallonie Ultratop 50 Singles) | 4                  |
| Espagne (PROMUSICAE)                    | 2                  |
| Pays-Bas (Nederlandse Tipparade)        | 23                 |
| Pays-Bas (Single Top 100)               | 58                 |
| Suisse (Schweizer Hitparade)            | 35                 |

| Classement (2002)            | Position |
| ---------------------------- | -------- |
| Belgique (Flandre Ultratop)  | 57       |
| Belgique (Wallonie Ultratop) | 47       |

### Certifications
| Pays                                                             | Certification | Ventes certifiées |
| ---------------------------------------------------------------- | ------------- | ----------------- |
| Belgique (BEA)                                                   | Or            | 10 000*           |
| *Ventes selon la certification xNon précisé par la certification |               |                   |